# Oliarus hirta
Oliarus hirta är en insektsart som beskrevs av Melichar 1904. Oliarus hirta ingår i släktet Oliarus och familjen kilstritar. Inga underarter finns listade i Catalogue of Life.